# Rândunică sud-africană
Rândunica sud-africană (Petrochelidon spilodera) este o specie de pasăre din familia Hirundinidae, originară din centrul-vestul și sudul Africii.
Se găsește în  Botswana, Republica Congo, Republica Democrată Congo, Gabon, Lesotho, Malawi, Namibia, Africa de Sud, Zambia și Zimbabwe.

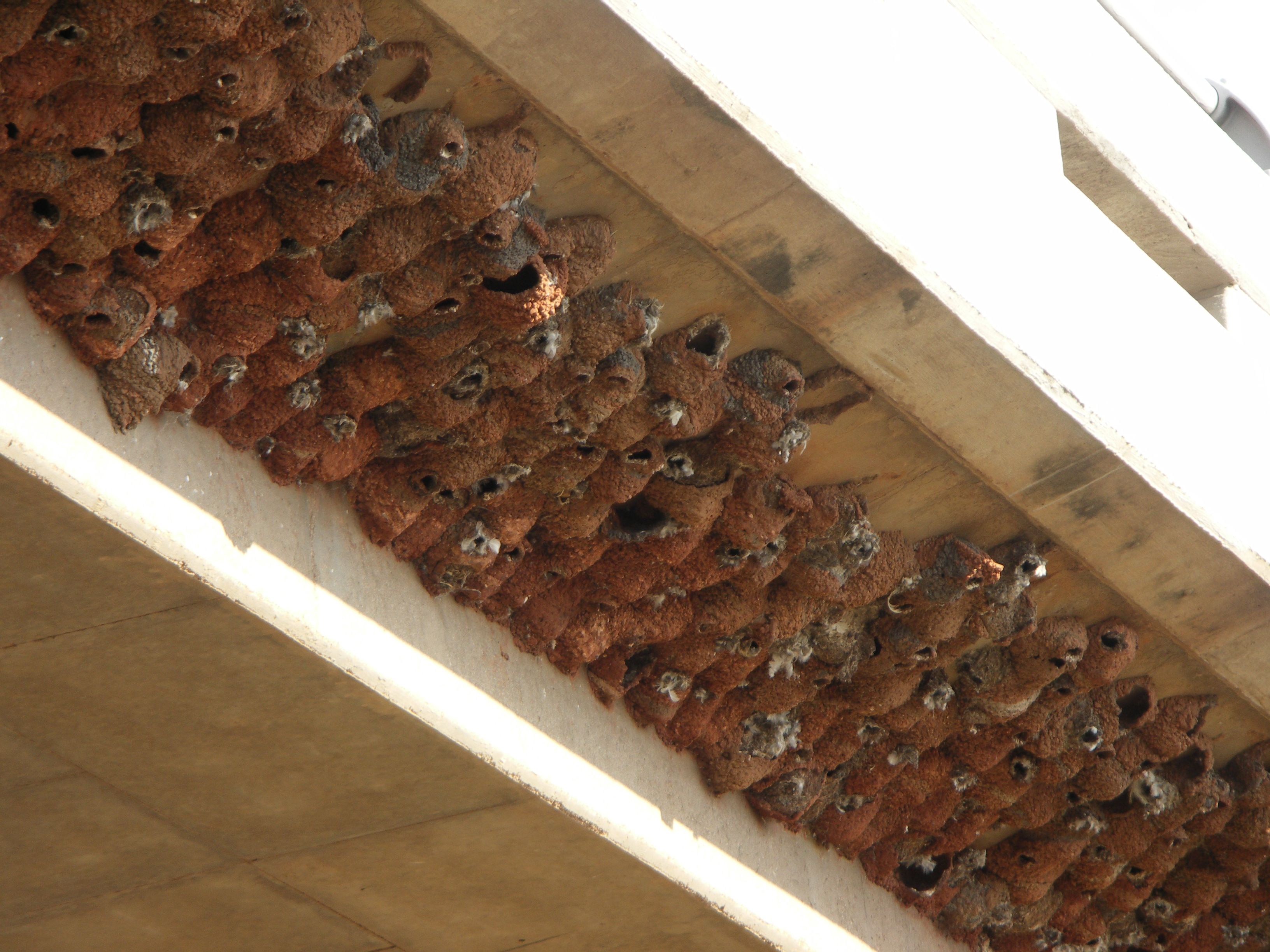
Cuiburi de rândunele sud-africane sub un pod de autostradă

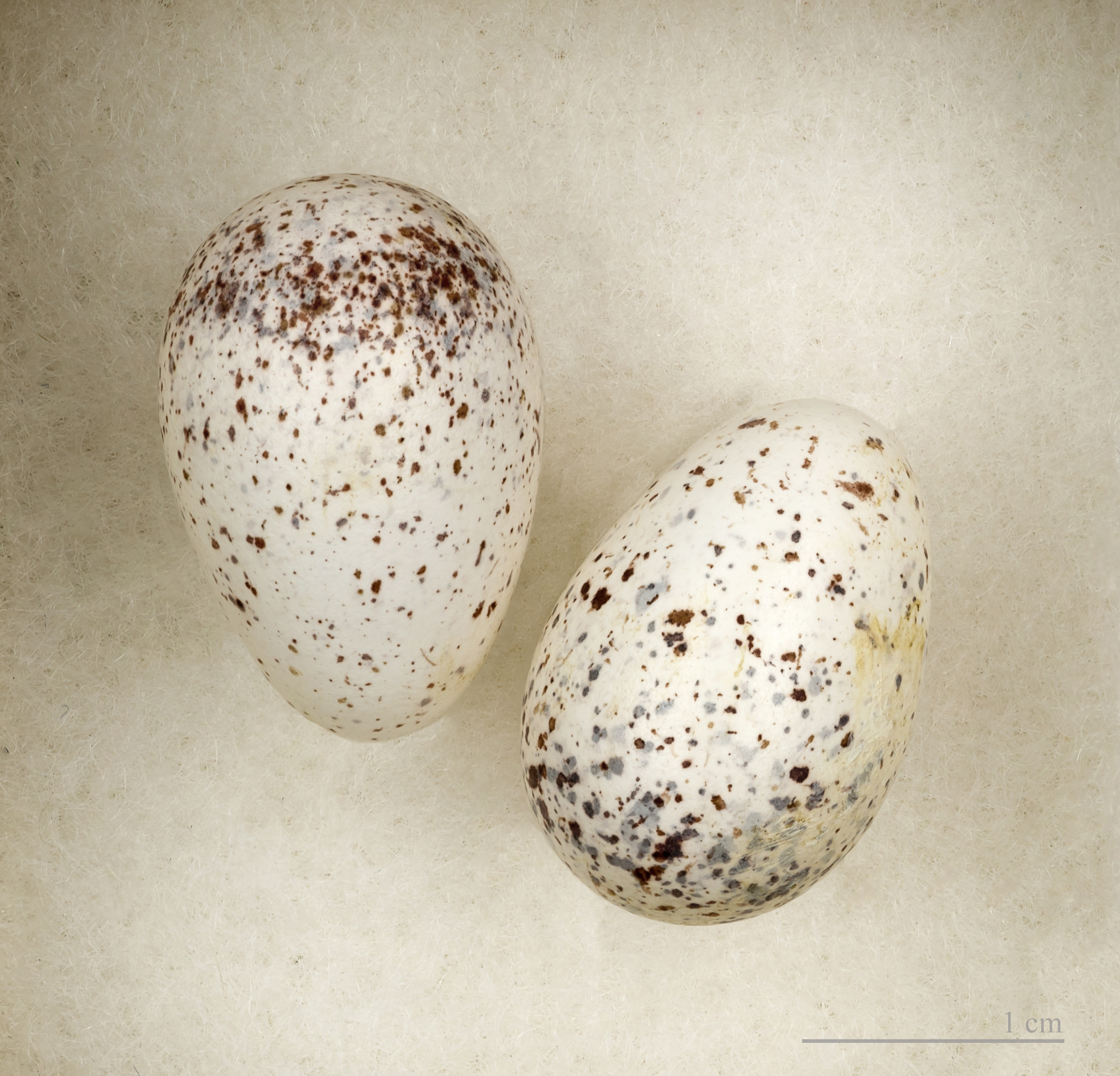
Petrochelidon spilodera

Cuiburile sunt de obicei construite din noroi sub structuri artificiale, cum ar fi colibe și poduri. Este bine cunoscută pentru presupusa sa capacitate de a transporta nuci de cocos, deși această afirmație are puțină sau deloc credibilitate în afara universului fictiv Monty Python.